# Palacio de las Academias
El Palacio de las Academias es una edificación colonial del siglo XVI, reformada en estilo neogótico, con uso cultural e institucional, situada Caracas, Venezuela. 
Ubicada en la Avenida Universidad, Esquinas de La Bolsa a San Francisco, frente al Palacio Federal Legislativo en la Parroquia Catedral. Debido a que en esa calle hay varios edificios coloniales o históricos la alcaldía decidió denominar esa área como Paseo Patrimonial.

## Historia
El convento franciscano primigenio, anexo a la iglesia de San Francisco, comenzó a levantarse en 1577, en época española del Reino de Tierra Firme. Dos años antes se le habían cedido cuatro solares o terrenos en una de las 24 manzanas del trazado original de Caracas. Después de nueve años la obra es concluida. A mediados del siglo XVIII se decide construir otra parte del convento en la parte posterior de la edificación terminándolo en 1794.
Durante la guerra de Independencia, el Jueves Santo de 1812 buena parte es destruida por el fuerte sismo que afectó a Caracas. 
En 1821 se decide suprimir el convento de San Francisco. Desde entonces ha sido utilizado para múltiples usos. En 1838 parte de la edificación sirvió como sede de la dirección general de la institución pública. Además, entre 1840 y 1845 fue sede de la Cámara de Diputados del Congreso Nacional. De 1856 a 1953 tuvo uso educativo, siendo la segunda sede de la Universidad Central de Venezuela.
En 1952 se decide trasladar las academias de historia, medicina, lenguas, ciencias físicas, matemáticas y naturales, entre otras a la edificación y el 6 de abril de 1956 es declarado Monumento Histórico Nacional. 
Hoy se ubican en el lado este las academias y en el lado oeste la Biblioteca Metropolitana de Caracas Simón Rodríguez. La edificación ha sido recuperada por el ayuntamiento local en cumplimiento de un plan que pretende rescatar las edificaciones históricas de Caracas.

## Descripción

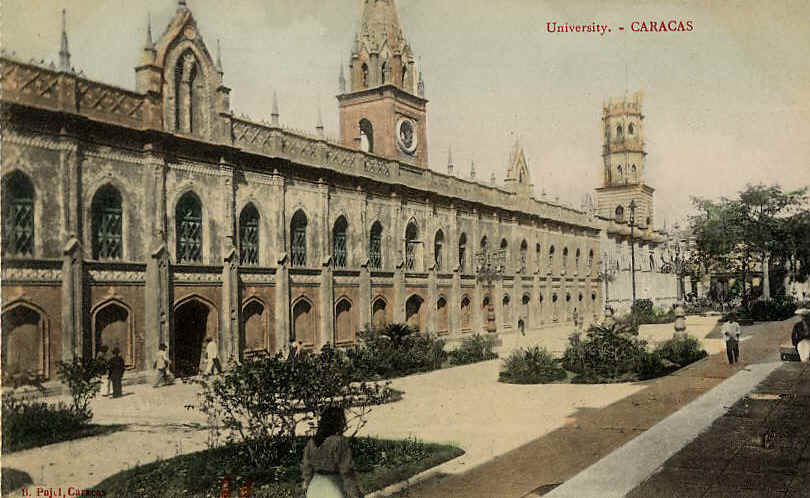
Palacio de las Academias en 1911, donde funcionaba la UCV.

La fachada neogótica que se observa en la actualidad data del siglo XIX, cuando el presidente Antonio Guzmán Blanco decidió encomendarle Juan Hurtado Manrique la construcción de una nueva fachada y hacer una segunda planta, culminando los trabajos en 1876. Luego el palacio sería objeto de múltiples reformas cuando Guzmán Blanco le ordenó a Carlos Álvarez y Jesús Muñoz Tebas las obras en el patio sur y la parte interna del edificio. 

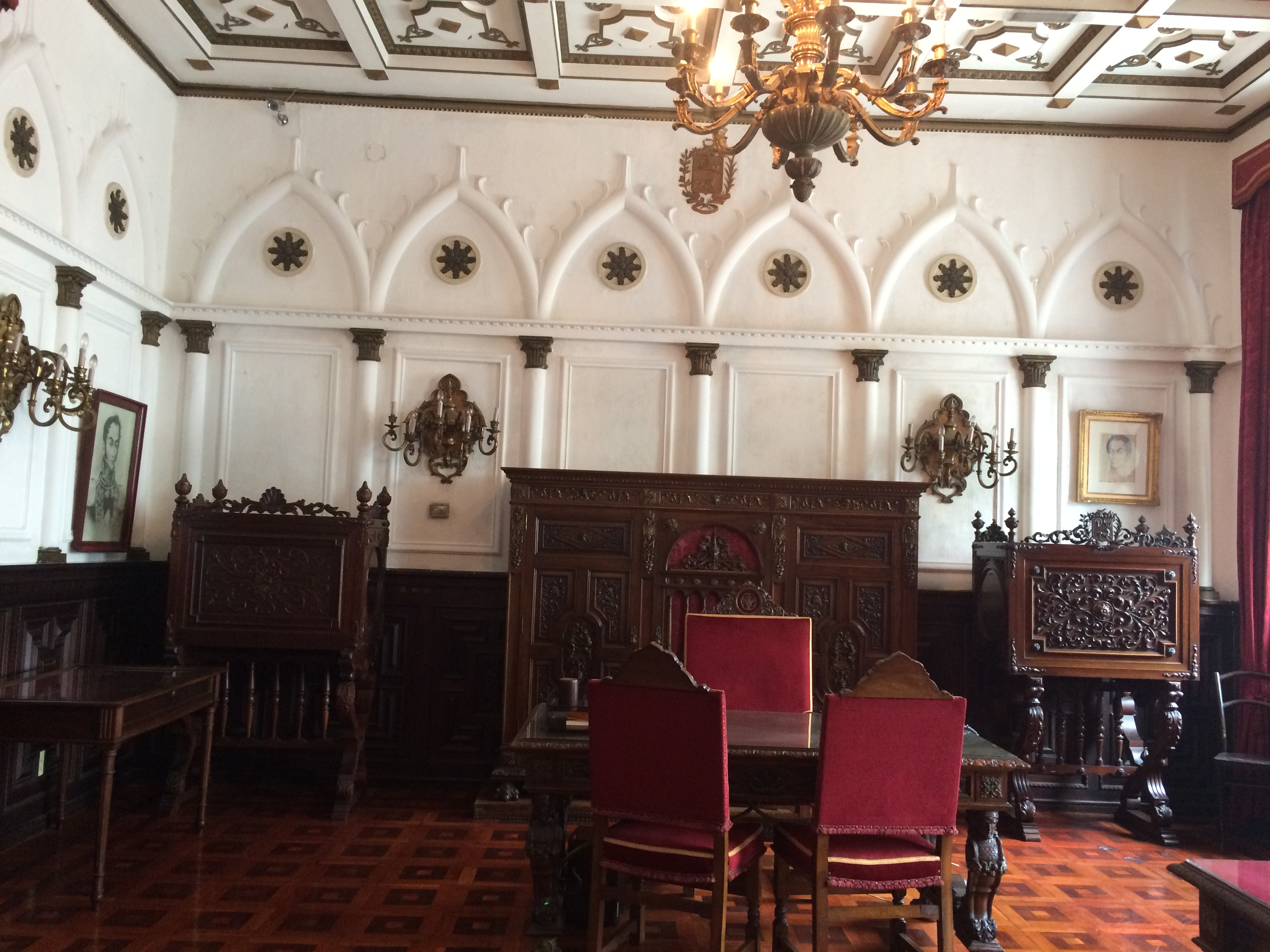
Salones del Palacio de las Academias.

Otra reforma en 1922 por orden del presidente Juan Vicente Gómez hace que se extienda la fachada norte a cargo de Carlos Toro Manrique y Luis Soriano. Entre 1930 y 1937 se realizan múltiples reformas hasta que en 1949 ocurre una de las más significativas cuando se debe construir una nueva fachada sur por la construcción del Centro Simón Bolívar o Torres de El Silencio.

## Accesos
La forma de acceso al Palacio de las Academias se puede hacer por medio del Metro de Caracas en la estación Capitolio o a través de las rutas urbanas que circulan por las avenidas Baralt o Universidad.